# Миленко Милетић
Миленко Милетић био је каменорезац из Богданице (Општина Горњи Милановац) - села на размеђу чачанске, ваљевске, пожешке и горњомилановачке општине.
О животу богданичког мајстора мало се зна − тек из основни подаци из епитафа који му је на споменику уклесао Урош Марковић из оближњих Прањана:
Пред овим споменом вечито почива
МИЛЕНКО М. МИЛЕТИЋ
из Богданице
признати мајстор каменорезац
под правом стеченим од еснафа.
Живио 34 год.
а умро 27. новембра 1933. год.
Овај споменик подижу му
отац Маринко
синовац Радовин
браћа Милосав и Недељко
жена Загорка кћи Милијана
и маћа Љубица у 1935. год.

## Дело
Миленко Милетић хронолошки и стилски припада групи клесара који су након Првог светског рата споменарили у северним деловима некадашњег Пожешког и Црногорског среза.
Споменике је клесао од ситнозрног „кабларца” у форми стуба са архитектонски украшеном предњом страном, или вертикалне плоче углављене у масивно постоље и надвишене елегантно резаним тролисним крстом. Потез длета му је сигуран и вешт, поготово у урезивању арабескних линија, флоралне орнаментике и типографски разноврсних слова.
На споменицима се потписивао: Каменорезац Миленко Милетић из Богданице, Изради Миленко Милетић.

## Епитафи
Поетски надахнути епитафи често започињу стиховима:
Крапуташ браћи Милинковић - Миљку (†1913) и Раденку (†1915) (Тометино Поље)
Нa гробовима у туђини,
неће српско цвеће нићи
поздравите наше миле
неможемо никад стићи
МИЉКО М. МИЛИНКОВИЋ
из Том[етиног] Поља
вој[ник] 4. ч II бат,
Х п. пука кадровског,
у својој, 21-ој год,
погину у Враништу у Албани[ји]
(...) септембра, 1913. год.
Каменорезац Миленко Милетић
Богданица.
Наш мили
и никад заборављени
брат
РАДЕНКО Л. МИЛИНКОВИЋ
из Том. Поља
вој[ник] 4. чете II б. X пука I поз.
у своих 30 г.
умро 14 VIII 1915. год. у Баенцу.
Овај спомен подиже им
брат Радовин и сестра
Борка и Зорка
1926. г.
Споменик Милени Стојановић (†1930) (Тометино Поље)
Еј мој гробу, мој студени ладу,
црна з[е]мљо што ме покри младу
тес младости ненаносик своје,
ожалостик родитеље моје.
МИЛЕНА
кћи
Петре и Крсте Стојановића
из Тометиног Поља.
Рођена 21-IV-1909. год.
а умрла 29-II-1930.
Ова споменик сподигоше јој
ожалошћени родитељи
отац Крста, мати Петра,
брат Периша, ђед Ђоко,
стриц Михаило
рођаци Миленко и Раденко
у 1930. год.
Изради Миленко Милетић